# Johann Christian von Mannlich

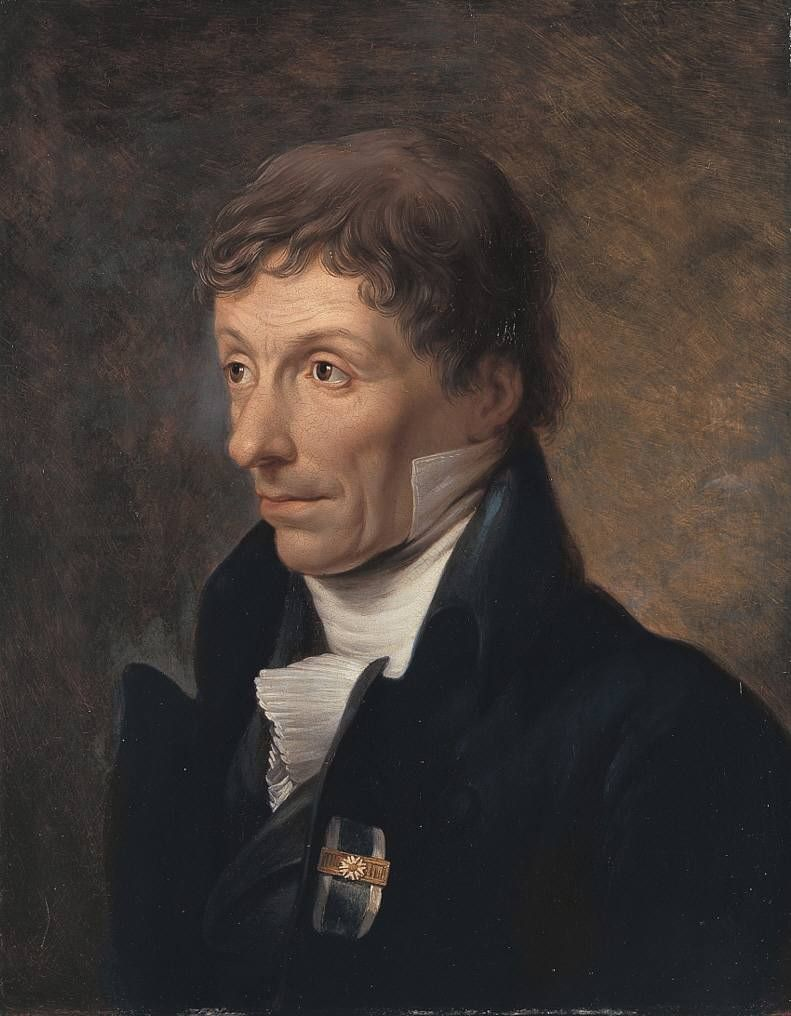
Johann Baptist Seele: Johann Christian von Mannlich, 1808, Neue Pinakothek München (Depot)

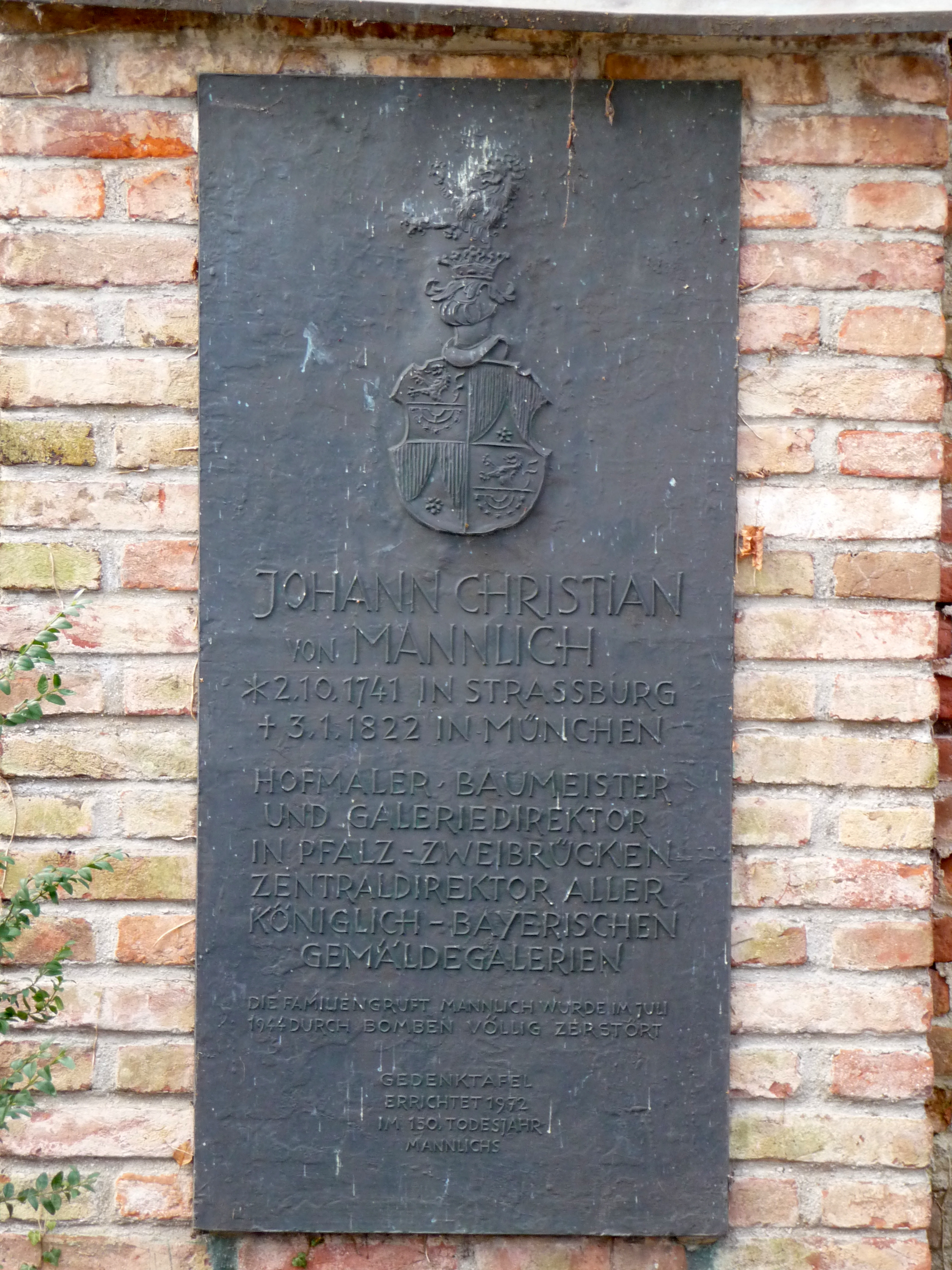
Grabgedenkplatte anstelle der im Zweiten Weltkrieg zerstörten Grabstätte des Johann Christian von Mannlich auf dem Alten Südlichen Friedhof

Johann Christian von Mannlich (bis 1808: Johann Christian Mannlich; * 2. Oktober 1741 in Straßburg; † 3. Januar 1822 in München) war ein deutscher Maler und Architekt.

## Leben und Werk
Mannlich wurde während eines Aufenthalts seiner Eltern in Straßburg geboren und in Zweibrücken erzogen. Die Kunst des Malens erlernte er von seinem Vater Conrad Mannlich (1700–1758), der Hofmaler unter Christian IV. von Pfalz-Zweibrücken war, obwohl seine Mutter Katharina Elisabetha (geb. Straß) eine theologische Ausbildung für ihren Sohn bevorzugt hätte. Seine weitere Ausbildung erhielt er an der Kunstakademie in Mannheim sowie in Paris, wo er mit zahlreichen Künstlern des französischen Rokoko zusammentraf, welche auch seinen anfänglichen Stil beeinflussten. Mannlich wurde Hofmaler unter Christian IV. von Pfalz-Zweibrücken, Generalbaudirektor unter Karl II. August von Pfalz-Zweibrücken sowie Zentralgaleriedirektor unter König Maximilian I. Joseph von Bayern.
Unter Karl II. August legte er diesem eine bedeutende Gemäldesammlung an, die auf Schloss Karlsberg bei Homburg untergebracht war. Vor der Zerstörung des Schlosses am 28. Juli 1793 durch französische Revolutionstruppen rettete Mannlich unter Mithilfe seines Schülers Peter Ferdinand Deurer die Gemäldesammlung, Bibliothek, Waffensammlung, Möbel und Vertäfelungen.
Die Gemäldegalerie gelangte über Mannheim schließlich nach München und bildete den Grundstock der Alten Pinakothek. Mannlich, der seinen Fürsten nach Mannheim und München folgte, wandte sich in München der Lithographie zu.
Mannlich war Generalbaudirektor des Herzogs von Zweibrücken und leitender Architekt auf dem Karlsberg. Seine in französischer Sprache verfasste Autobiographie zählt zu den wichtigsten Quellen über den Karlsberg und über die letzten Fürsten von Pfalz-Zweibrücken. Von den nach seinen Entwürfen im Stile des Klassizismus errichteten Gebäuden blieb nichts erhalten.
Der bayerische Offizier und Zweibrücker Forstmeister Carl von Mannlich (1787–1832) war sein Sohn.

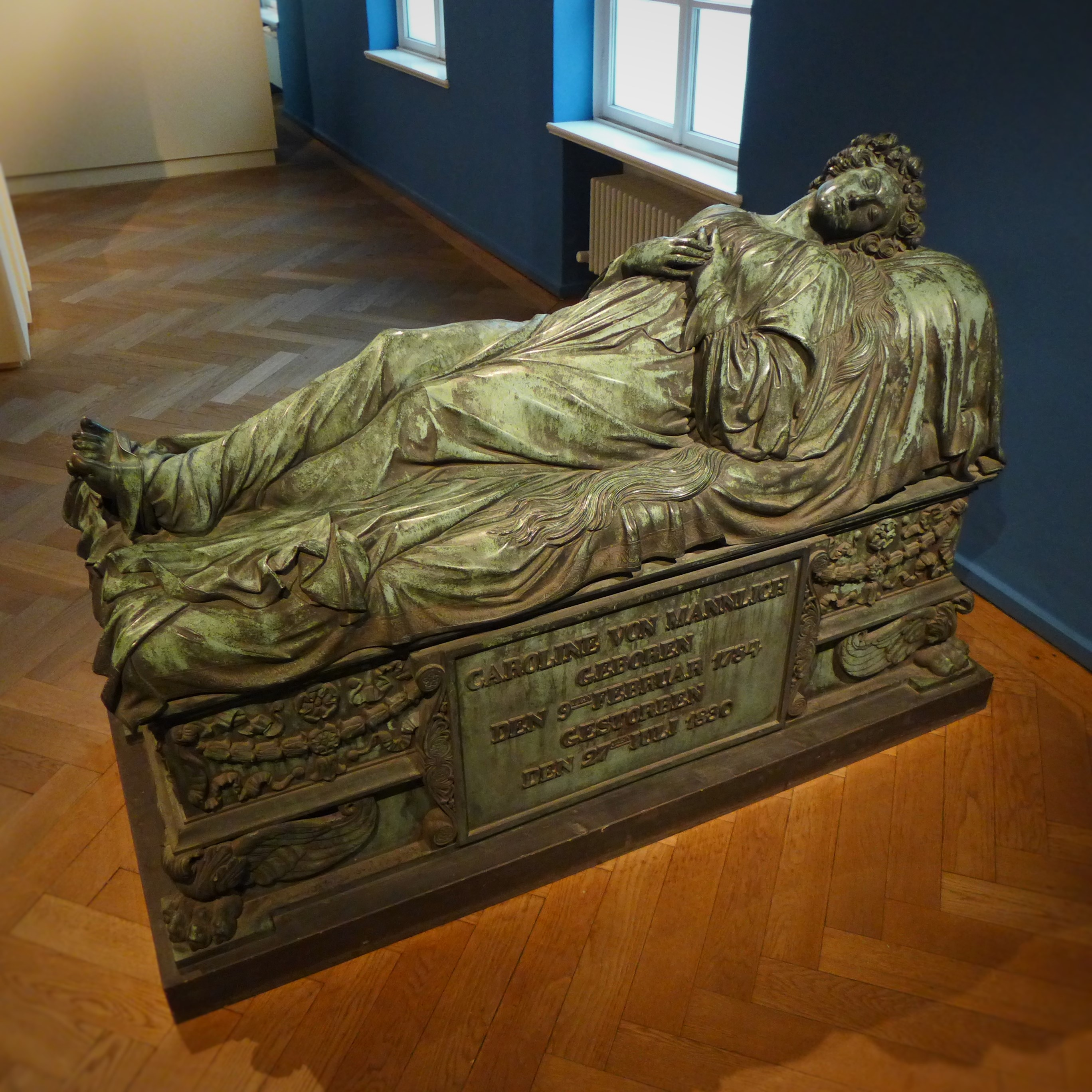
Johann Baptist Stiglmaier mit Christian Daniel Rauch: Grabmal der Caroline von Mannlich auf dem Alten Südlichen Friedhof, aktuelle Aufbewahrung im Münchener Stadtmuseum

## Grabstätte
Die Grabstätte Johann Christians von Mannlich befindet sich auf dem Alten Südlichen Friedhof in München (Alte Arkaden Platz 10 bei Gräberfeld 25) Standort. Das Grab wurde im Zweiten Weltkrieg zerstört. Erhalten blieben vom ursprünglichen Grab die Büste Mannlichs und ein bronzener Sarkophag mit lebensgroßer Liegefigur, aufgestellt für Mannlichs Tochter Caroline, die ihrem Vater als ledige Tochter den Haushalt geführt hatte. Johann Baptist Stiglmaier fertigte mit Unterstützung von Christian Daniel Rauch für Mannlichs Tochter Caroline von Mannlich (9. Februar 1784 bis 27. Juli 1830) einen dem ursprünglichen Grabmal querliegend vorgelagerten bronzenen Sarkophag. Das Werk gehört zu den bedeutendsten Monumenten des Alten Südlichen Friedhofs und war sogar in Fremdenführern über München vermerkt. Büste und Sarkophag befinden sich heute im Münchner Stadtmuseum. Am ursprünglichen Grabstandort erinnert eine 1972 zum 150. Todesjahr errichtete Grabgedenkplatte an Johann Christian von Mannlich.

## Würdigung

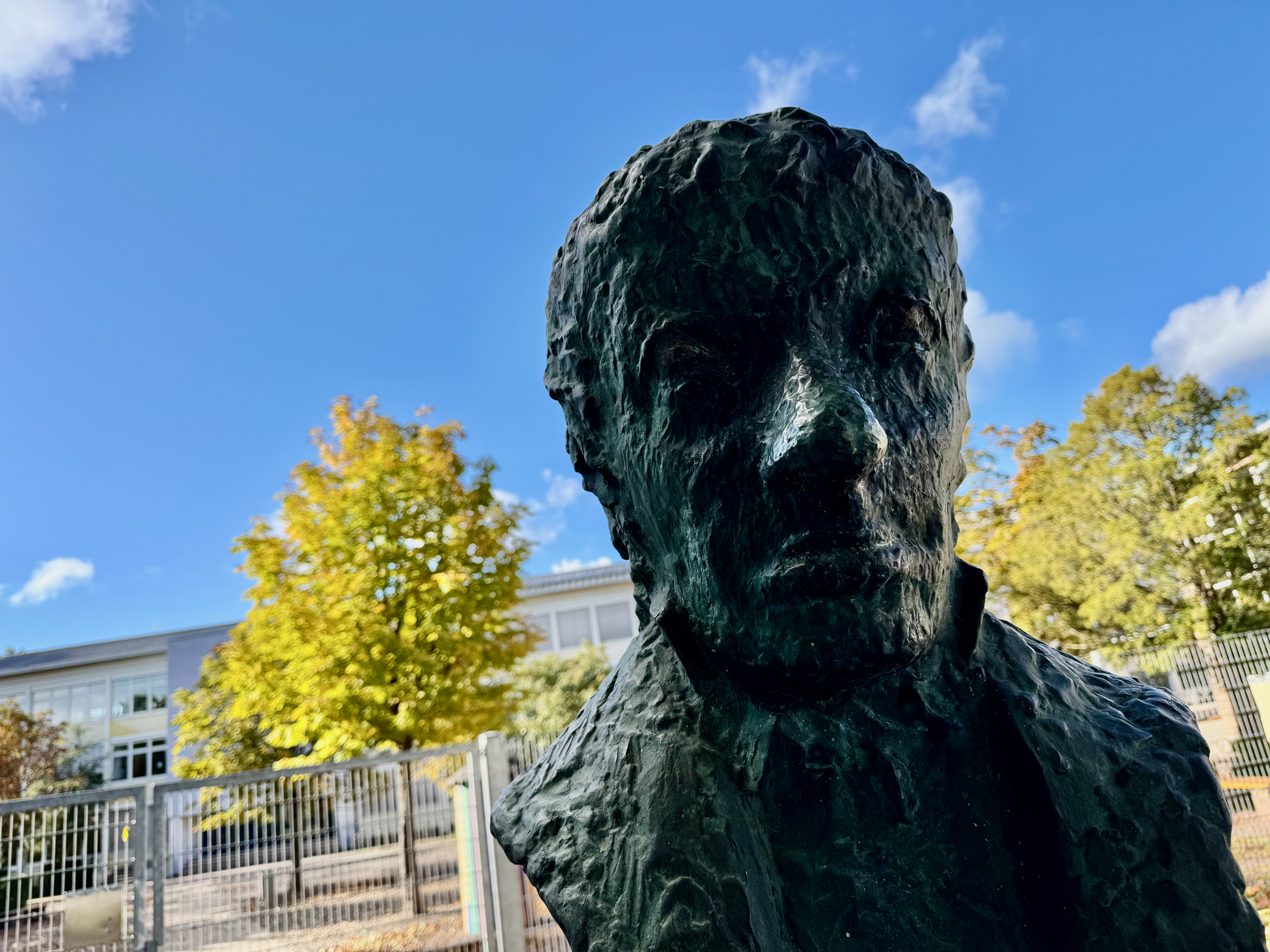
Denkmal in Homburg vor der Mannlich-Schule

In Mannlichs Wohnhaus in Zweibrücken, dem Mannlich-Haus (Herzogstraße 8) wurde 1986 eine Mannlich-Gedenkstätte eingerichtet. Einige seiner Gemälde sind im Edelhaus in Schwarzenacker ausgestellt. In Homburg befindet sich ein nach ihm benanntes Gymnasium, das Christian von Mannlich-Gymnasium, vor dem sich eine Statue Mannlichs befindet.
Der Bund der Pfalzfreunde verleiht seit 1974 den Johann Christian von Mannlich-Preis an vorzugsweise junge Pfälzer Künstler in Bayern (Maler, Bildhauer, Grafiker, Fotografen).

## Werke
- Histoire de ma vie. Hrsg.: Karl-Heinz Bender und Hermann Kleber, 2 Bde., Trier 1989–1993, ISBN 3-87760-700-4
- Rokoko und Revolution (Lebenserinnerungen), Mittler Verlag, Berlin, 1913, 568 Seiten mit Bildtafeln (Digitalisat)